# Протонаука
Протонаýка — збірна назва для історичних філософських дисциплін, які існували до розробки наукового методу і стали згодом дійсними науками. Стандартним прикладом є алхімія, яка пізніше стала хімією, або астрологія, з якої згодом розвинулася астрономія.
У більш широкому сенсі «протонаука» може бути використана стосовно будь-якого набору переконань або теорій, які ще не були адекватно перевірені в рамках наукового методу, так що вони можуть з часом стати «законною» наукою.